# 石川浄直
石川 浄直（いしかわ の きよなお）は、平安時代初期の貴族。名は清直とも記される。官位は従四位下・左少弁。

## 経歴
延暦18年（799年）大宰少弐に任ぜられ、桓武朝末の延暦25年（806年）左少弁に任ぜられる。大同3年（808年）従五位上。
嵯峨朝に入り、大同5年（810年）正月に正五位下に叙せられると、同年9月の薬子の変発生に際して従四位下に昇叙される。弘仁3年（812年）9月21日卒去。

## 官歴
『日本後紀』による。
- 延暦18年（799年） 正月29日：大宰少弐。
- 延暦25年（806年） 2月16日：左少弁
- 大同3年（808年） 正月25日：従五位上
- 大同5年（810年） 正月7日：正五位下。9月10日：従四位下
- 弘仁3年（812年） 9月21日：卒去（従四位下）